# Augustin-Félix Fortin
Pour les articles homonymes, voir Fortin.
Augustin-Félix Fortin né à Paris en 1763 et mort dans la même ville le 4 juillet 1832 est un peintre et sculpteur français.

## Biographie
Augustin-Félix Fortin est élève auprès de son oncle Félix Lecomte. Il remporte le deuxième prix de Rome en 1782 pour une Parabole du Samaritain, et le premier prix en 1783 pour une Mort ressuscité par l'attouchement des os du prophète Élisée. Il séjourne à Rome de 1783 à 1787.
Pour commémorer la mort en 1808, à Malte, de Louis-Charles d’Orléans, comte de Beaujolais et frère du futur roi Louis-Philippe 1er, il sculpte en 1819 un bas-relief en marbre blanc de Carrare conservé à Malte dans la chapelle de la Langue de France, co-cathédrale Saint-Jean de La Valette.
Il travaille au Panthéon et au palais du Louvre en 1809. Il collabore également à la colonne de la Grande Armée et à l’arc de Triomphe du Carrousel.
Il décore plusieurs fontaines publiques, en particulier la fontaine de la Charité, dont le bas-relief éponyme central a été remonté au 48, rue de Sévigné à Paris, face au musée Carnavalet,. Il collabore avec l'architecte néoclassique Charles Percier pour le décor de la fontaine Desaix en 1802, ainsi que pour l'arc de Triomphe du Carrousel en 1806.
Il est le père du peintre Charles Fortin (1815-1865). Sa fille épouse François Augustin Bridoux, prix de Rome en 1834.

## Galerie

Œuvres d'Augustin-Félix Fortin
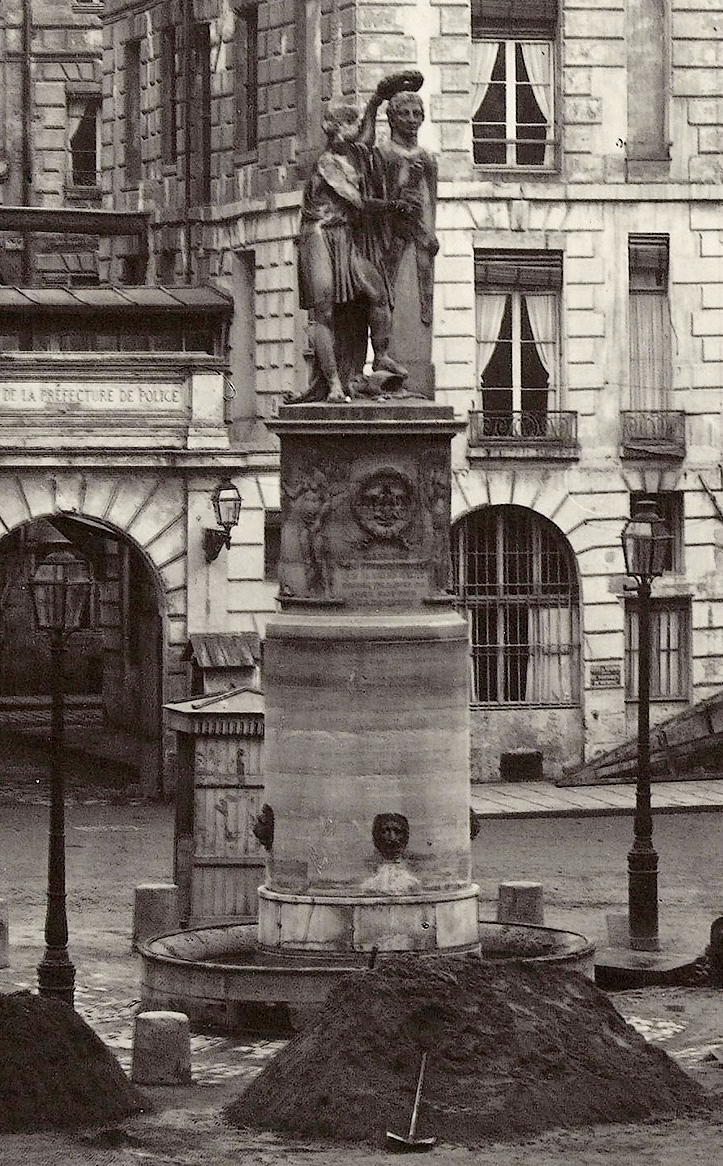
Fontaine Desaix (1802), Paris, place Dauphine, détail d'une photographie de Charles Marville (1865).
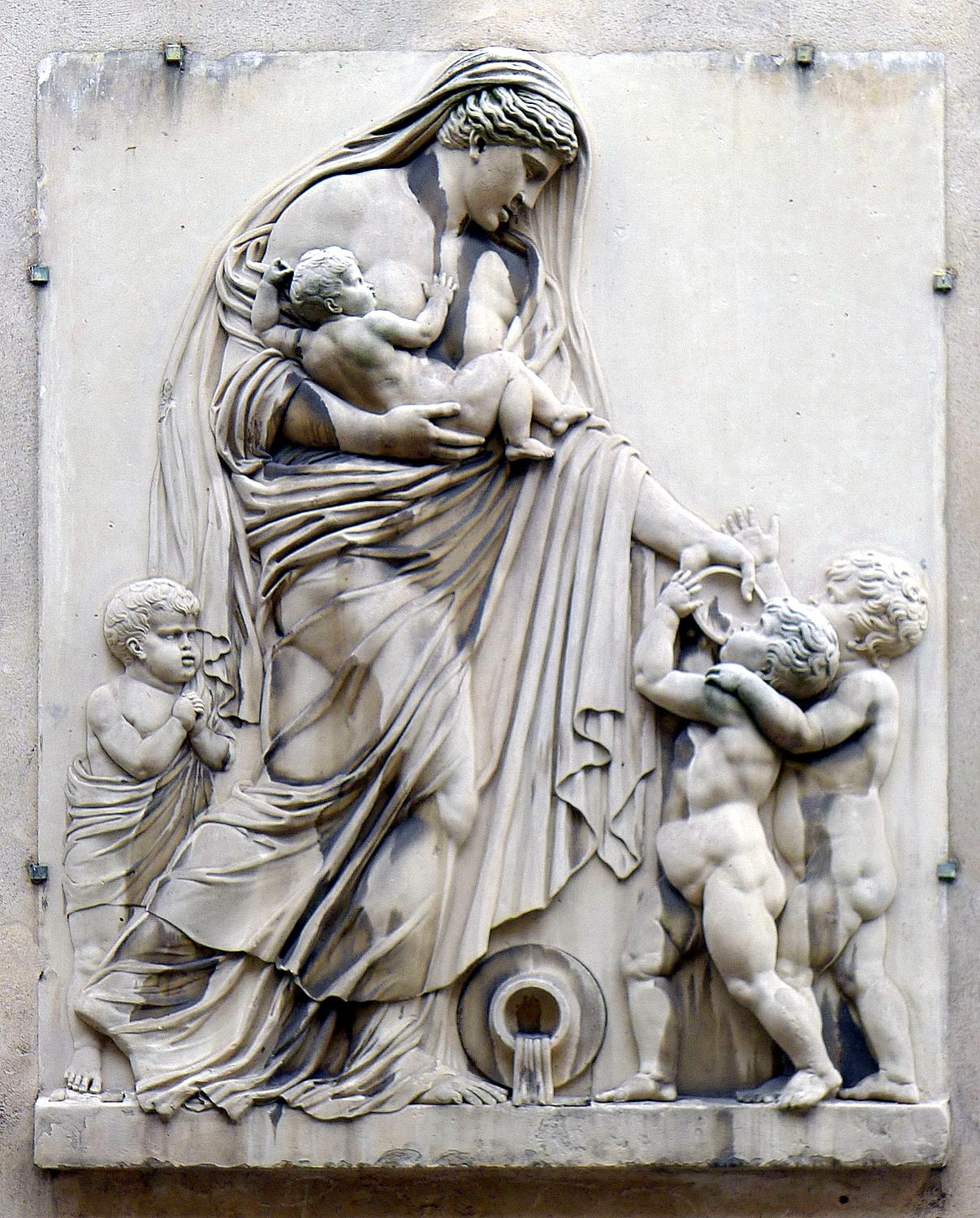
La Charité, no 48, rue de Sévigné à Paris.
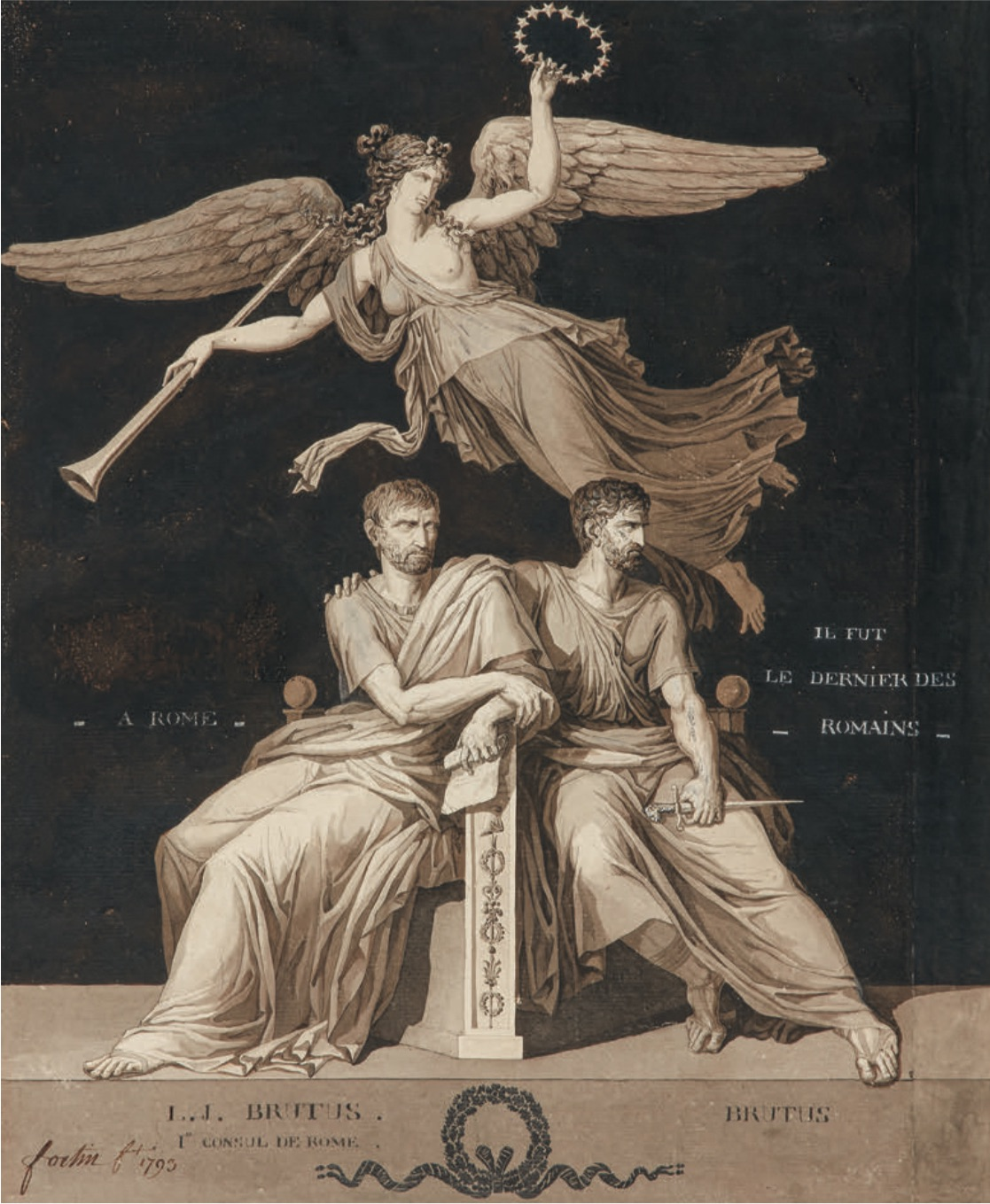
Les deux Brutus survolés par la Renommée (1793), Paris, collection Prat.
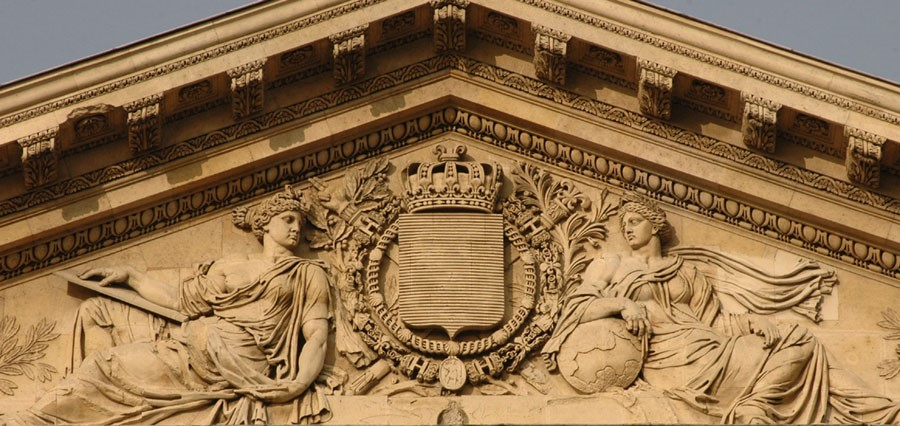
Les armées de l’empire, accompagnées des muses de l’histoire et des sciences (1809), Paris, palais du Louvre.